# Trigonoptera marmorata
Trigonoptera marmorata är en skalbaggsart som beskrevs av Aurivillius 1908. Trigonoptera marmorata ingår i släktet Trigonoptera och familjen långhorningar. Inga underarter finns listade i Catalogue of Life.